# Howard A. Rodman
 (octobre 2023).
Howard Rodman est un scénariste, écrivain et professeur américain, ancien président de la Writers Guild of America.

## Distinctions
Il est nommé chevalier de l'Ordre des Arts et des Lettres le 31 octobre 2013.[réf. nécessaire]